# Etonyks
Etonyks, (Aetonyx) – mało znany dinozaur z grupy prozauropodów, uważany dziś przez dużą część naukowców nie za odrębny rodzaj, lecz gatunek innego dinozaura (masospondyl).

## Nazwa
Aetonyx pochodzi z greki i oznacza „orli szpon”. Nazwa ta odnosi się do pazura zwierzęcia przypominającego pazur orła.

## Wielkość
- Długość: 4 m
- Wysokość: 1,2 m
- Masa: 150 kg

## Pożywienie
rośliny

## Występowanie
Żył 198 MLT w późnym triasie (Hettang). Zamieszkiwał dzisiejszą Południową Afrykę

## Gatunki
- A. pallustris